# Grunden Rock
Der Grunden Rock ist ein 15 m hoher Klippenfelsen am nordöstlichen Ende der Antarktischen Halbinsel. Er wird von mehreren kleineren Felsen umgeben und liegt unmittelbar östlich der Hut Cove auf der Südseite der Einfahrt zur Hope Bay.
Entdeckt wurde er von Teilnehmern der Schwedischen Antarktisexpedition (1901–1903) unter der Leitung Otto Nordenskjölds. Der Falkland Islands Dependencies Survey benannte die gesamte Felsengruppe als Grunden Rocks. Namensgeber ist Toralf Grunden (1874–unbekannt), ein Mitglied der schwedischen Forschungsreise, der 1903 in der Hope Bay überwinterte. 1952 wurde die Benennung auf den größten dieser Felsen beschränkt, nachdem argentinische Wissenschaftler im Vorjahr auf diesem ein Leuchtfeuer errichtet hatten.